# Układ minimalny
Układ minimalny – układ dynamiczny, który nie posiada żadnych niepustych właściwych podukładów, nazywamy układem minimalnym. Jeżeli domknięty zbiór niezmienniczy wyznacza układ minimalny, to nazywamy go zbiorem minimalnym.
Łatwo zauważyć, że układ jest minimalny wtedy i tylko wtedy, gdy każda orbita jest gęstym podzbiorem przestrzeni fazowej (domknięcie dowolnej orbity jest zawsze podukładem).